# 格里氏鋸脂鯉
格里氏鋸脂鯉，為輻鰭魚綱脂鯉目脂鯉亞目锯脂鲤科的其中一個種。屬於食人魚的一種，分布於南美洲亞馬遜河及托坎廷斯河流域，體長可達18.1公分，棲息在底中層水域，生活習性不明。

## 扩展阅读
維基物種上的相關：格里氏鋸脂鯉